# ASCA Wittelsheim
Die ASCA Wittelsheim (offiziell Association sportive Cités Amélie Wittelsheim) ist ein französischer Sportverein aus der Gemeinde Wittelsheim im elsässischen Département Haut-Rhin. Der Verein ist sowohl durch seine Fußball- als auch seine Handballabteilung bekannt.

## Fußball
Der Verein wurde 1925 in Wittelsheim gegründet, einer Gemeinde, die in der Nähe der Großstadt Mulhouse im elsässischen Kalirevier liegt. Der Namensbestandteil Cités Amelié bezieht sich auf zwei große Bergarbeitersiedlung in Wittelsheim, die nach Amélie Zurcher, der Begründerin des Kalibergbaus im Elsass, benannt sind.
Die Fußballmannschaft des Vereins spielte in der Zeit vor dem Zweiten Weltkrieg nur unterklassig. Während der deutschen Besetzung Frankreichs im Zweiten Weltkrieg von 1940 bis 1944 nahmen die Fußballvereine aus Elsaß-Lothringen am Spielbetrieb des Deutschen Reichs teil.
Die ASCA Wittelsheim trat nun als SV Wittelsheim an und wurde 1940 in die Gauliga Elsaß aufgenommen. In der Spielzeit 1940/41 belegte der Verein den siebten und vorletzten Platz in der Gauliga-Staffel Oberelsaß und stieg in die Bezirksklasse ab.
Seit 1945 spielte der Verein wieder als ASCA Wittelsheim im französischen Ligensystem. Von 1951 bis 1953, von 1954 bis 1956, von 1959 bis 1965, in der Saison 1967/68 sowie von 1971 bis 1973 spielte der Verein in der höchsten französische Amateurklasse, ansonsten in der elsässischen Ehrendivision (Division d´Honneur Alsace). 1994 gelang der Aufstieg aus der Ehrendivision in die National 3, in der Wittelsheim bis 1997 spielte. Nach einem weiteren Jahr in der Ehrendivision spielt der Verein seit 1998 nur noch unterklassig in den elsässischen Departementsligen. In den Spielzeiten 1954/55, 1971/72 und 1972/73 erreichte Wittelsheim die erste landesweite Hauptrunde des Französischen Pokals.
In der wegen der COVID-19-Pandemie vorzeitig abgebrochenen Saison 2019/20 spielte die ASCA Wittelsheim in der elsässischen Liga District 1 auf der neunten französischen Ligenebene.

## Handball
Die Handballabteilung wurde 1947 gegründet. Von 1988 bis 1991 spielte Wittelsheim in der Nationale 1B, der damals zweiten französischen Handballliga. Es folgten Jahre in der dritten Liga, bis 2001 der Aufstieg in die Division 2, die zweite Liga, gelang. In dieser Liga spielte der Verein bis 2007. Im Jahr 2007 schlossen sich die Handballer der ASCA Wittelsheim mit der ASPTT Mulhouse/Rixheim, dem FC Mulhouse und der US Altkirch zur Mulhouse Handball Sud Alsace zusammen. Nachdem Mulhouse Handball Sud Alsace fünfmal den Aufstieg in die erste französische Handballliga verpasst hatte, meldete der Verein Insolvenz an.
Seit 2017 betreibt die ASCA Wittesheim wieder eine eigene Handballabteilung.